# 근로복지공단 인천병원
근로복지공단 인천병원(勤勞福祉公團 仁川病院)은 산업 재해를 입은 노동자에 대한 요양 관리를 위해 설립된 대한민국 고용노동부 산하 근로복지공단 직영병원이다.

## 연혁
- 1972년 : 산업재활원 개원
- 1983년 : 중앙병원 개원
- 1996년 : 산업재활원과 중앙병원을 병합
- 2001년 : 인천중앙병원으로 변경
- 2010년 : 근로복지공단 인천산재병원으로 변경
- 2014년 : 근로복지공단 인천병원으로 변경

## 조직
인천병원장
- 진료지원부
- 감염관리실

### 진료부원장
- 응급의학과
- 진료각과
- 진단검사의학실
- 영상의학실
- 건강관리센터
- 약제부
- 간호부

### 재활전문센터
- 재활의학과
- 재활치료실

### 행정부원장
- 원무부
- 경영기획부